# Sojaschrot

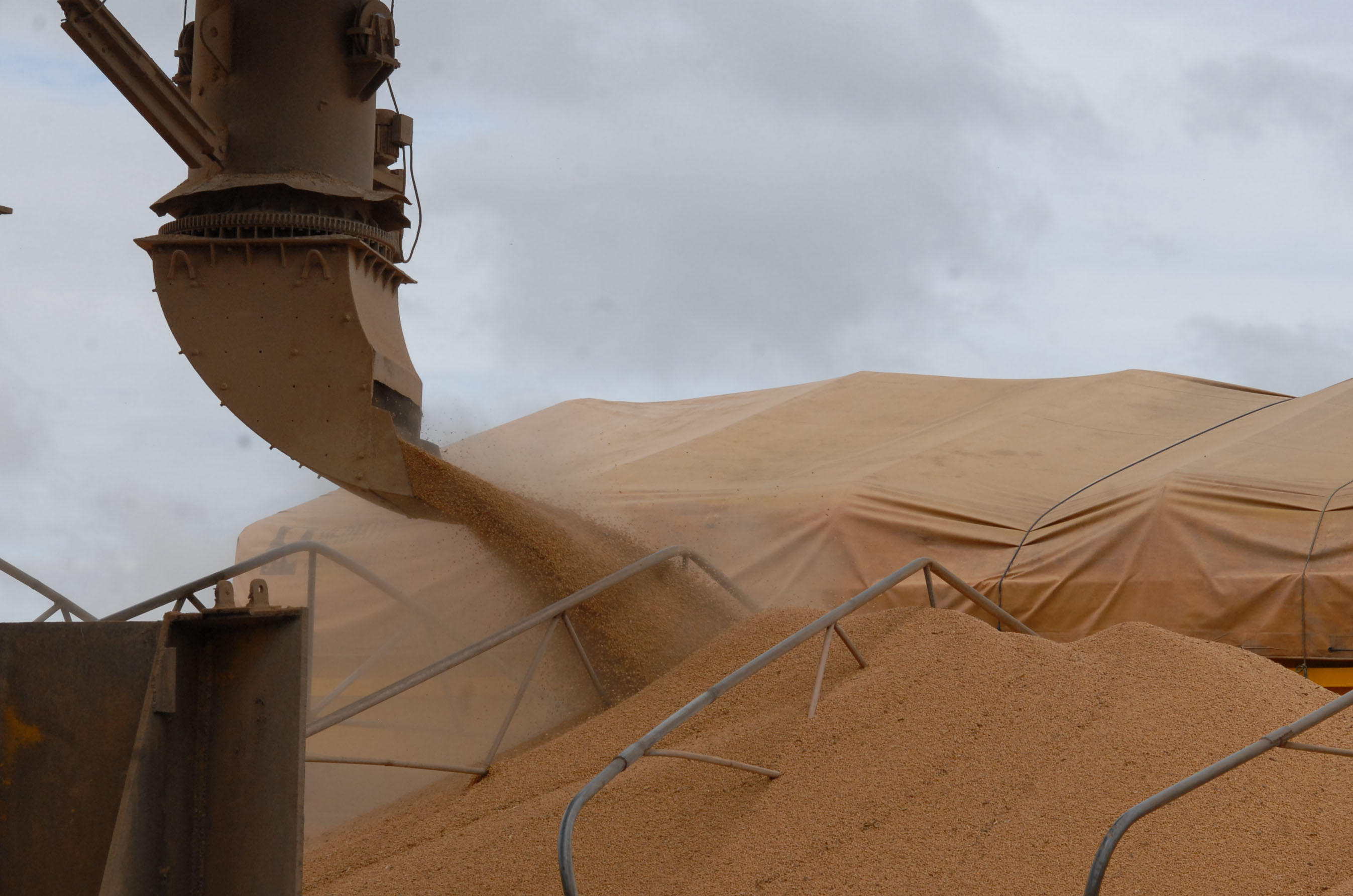
Verladung von Sojaschrot

Sojaschrot entsteht bei der Sojaölgewinnung durch Zerkleinerung von Sojabohnen. Die Verwendung von unbehandeltem Sojaschrot in Lebensmitteln ist sehr gering. Wenn Sojaschrot in der Tiermast eingesetzt werden soll, so wird es vorher entfettet und erhitzt. Der hohe Gehalt an Sojaöl (20 % und mehr) wird durch Pressung und/oder Extraktion (siehe unten) mittels Hexan zum größten Teil gewonnen. Das verbleibende Sojaextraktionsschrot wird zur Tierfütterung eingesetzt, weil es sehr hohe Proteingehalte aufweist.

## Herstellung
|                                 | 1000 g Frischmasse von … enthalten | 1000 g Frischmasse von … enthalten |
| Soja-44                         | HP Soja (48)                       |                                    |
| ------------------------------- | ---------------------------------- | ---------------------------------- |
| Rohfaser (XF)                   | 60 g                               | 35 g                               |
| Trockenmasse (TM)               | 880 g                              | 880 g                              |
| Rohprotein (XP)                 | 440 g                              | 480 g                              |
| Nutzbares Rohprotein (nXP)      | 256 g                              | 270 g                              |
| Ruminale Stickstoffbilanz (RNB) | 29 g                               | 34 g                               |
| Netto-Energie-Laktation (NEL)   | 7,61 MJ                            | 7,72 MJ                            |
| Umsetzbare Energie (ME)         | 12,11 MJ                           | 12,28 MJ                           |
| Stärke und Zucker (XS + XZ)     | 157 g                              | 162 g                              |
| beständige Stärke (bXS)         | 12 g                               | 12 g                               |
| Rohfett (XL)                    | 12 g                               | 12 g                               |
| Pansenbeständiges Protein (UDP) | 30 %                               | 30 %                               |
| Strukturwert (SW)               | 0,23                               | 0,19                               |
| Calcium (Ca)                    | 2,7 g                              | 2,8 g                              |
| Phosphor (P)                    | 6,2 g                              | 6,7 g                              |
| Magnesium (Mg)                  | 2,6 g                              | 2,4 g                              |
| Natrium (Na)                    | 0,2 g                              | 0,3 g                              |
| Kalium (K)                      | 19 g                               | 20 g                               |
| Lysin                           | 26,4 g                             |                                    |

Sojaextraktionsschrot wird in Verbindung mit Sojaöl gewonnen. Zunächst werden die Sojabohnen gereinigt, dann geschält und mechanisch zerkleinert. Mit Hilfe von Hexan wird das Öl aus den Bohnen gewonnen. Nach der Extraktion wird das Sojaschrot dampferhitzt, auch Toasten genannt. Durch Einleitung von Wasserdampf und Zufuhr von Wärme wird das Hexan entfernt. Durch das Toasten werden die enthaltenen Trypsininhibitoren, die die Proteinverdauung hemmen, und Hämagglutinine, die das Tierwachstum stören können, zerstört.
Das getoastete Sojaschrot wird getrocknet und gekühlt. Grobe Schrotklumpen werden vermahlen. Dem Sojaschrot werden verschiedene Nebenprodukte der Ölgewinnung beigemischt. Darunter sind neben Hilfsstoffen auch freie Fettsäuren und Bleicherde.
Der dem Sojaschrot verwandte Sojakuchen, auch als Okara bezeichnet, entsteht bei einer Kaltpressung, wenn keine Lösungsmittel zur Ölextraktion eingesetzt werden.

## Verwendung
Zu einem geringen Anteil wird es in der menschlichen Ernährung als proteinreiches Lebensmittel verwendet, z. B. für die Herstellung von texturiertem Soja.
Das Schrot wird als Futter für Geflügel, Rinder und Schweine verwendet. Auch im Futter für Haustiere (speziell Hunde) und Aquakulturen wird es eingesetzt.

### Sojaschrot in der Rinderfütterung
In der Rinderfütterung wird Sojaextraktionsschrot als Eiweißquelle genutzt und ist damit ein Ersatz für Rapsextraktionsschrot (RES), welcher Glucosinolate und Erucasäure enthält. Auch der 00-Raps beeinflusst Leber und Schilddrüse der Tiere. Erst die Kreuzung des 00-Raps mit kanadischen GSL-freien Sorten unterbindet die Glucosinulat-Synthese. Die Futteraufnahme sowie die Milchleistung werden durch einen Ersatz mit Rapsextraktionsschrot nicht negativ beeinflusst, auch die Milchinhaltsstoffe bleiben nahezu gleich. Allerdings liegt der Energiewert etwas niedriger.
Sojaextraktionsschrot gibt es handelsüblich in zwei Formen:
- Low Protein (LP) mit 44 % Rohprotein
- High Protein (HP) mit 48 % Rohprotein

Der Unterschied besteht darin, dass die Sojabohnen vor der Herstellung des HP-Extraktionsschrotes geschält waren und somit der relative Anteil an Rohprotein steigt.

### Schweinefütterung
In der Schweinefütterung wird Sojaextraktionsschrot als Lysinquelle eingesetzt.
Außerdem enthalten sind die essentiellen Aminosäuren Methionin/Cystin, Threonin und Tryptophan.

### Ersatzmöglichkeiten
Gegen den Einsatz von Sojaextraktionsschrot spricht das Preisgefälle zum Rapsextraktionsschrot. Bei den derzeit hohen Sojapreisen können die Rationskosten durch Verwendung von Rapsextraktionsschrot gesenkt werden. Landwirte, die aufgrund ihres Milchabsatzes nur heimische Eiweißträger verfüttern dürfen, nutzen häufig Rapsextraktionsschrot.